# Мінкська печера
Мінкська печера (рос. Минкская) — печера в Челябінській області Росії, на Південному Уралі. Печера горизонтального типу простягання. Загальна протяжність — 357 м. Глибина печери становить 26 м. Категорія складності проходження ходів печери — 1.